# Maison de Dunkeld

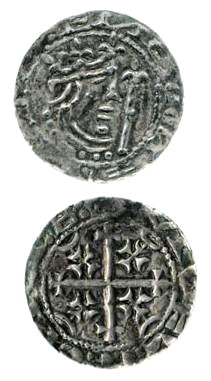
Photo d'un penny d'argent d'Henry, fils de David Ier d'Ecosse, Comte de Northumberland.

La maison de Dunkeld, en  gaélique écossais Dùn Chailleann (signifiant Fort des calédoniens), est une construction historiographique et généalogique destinée à illustrer la succession des monarques d'Écosse entre 1034 et 1040 et entre 1058 et 1290.
C'est une dynastie prolongeant la « race de Fergus », le Cenél nGabráin du Dal Riada. Ce concept celtique est utilisé pour décrire l'un des deux principaux chefs de clan de l'Écosse du haut Moyen Âge, et elle a été fondée par le roi Fergus Ier de Dal Riada. Ce clan royal a dû lutter pour la couronne d'Alba contre le Cenél Loairn, devenu plus tard la maison de Moray. Le Cenél nGabráin est représenté tout d'abord par la maison d'Alpin puis par celle de dite de Dunkeld. Ils descendraient des rois suprêmes d'Irlande, le dernier de leur lignée étant Conaire Cóem, un descendant de Conaire Mór, fils d'Eterscél Mór.
Généalogiquement, la « maison de Dunkeld » est issue de Duncan Ier d'Écosse, fils de Crinán, abbé laïc de Dunkeld († 1045) qui appartient à un clan différent de celui de son prédécesseur et grand-père maternel Malcolm II d'Écosse.

## Caractéristiques
À l'époque du règne de la dynastie de Dunkeld, la succession au trône écossais passe d'un système typiquement gaélique de tanistrie à un système de primogéniture. Bien qu'à l'époque aucun nom n'est donné en commun à ces rois, il forme une dynastie royal héréditaire.
On observe plusieurs caractéristique de la société écossaise durant leur règne :
- L'Écosse est plus influencée par les cultures voisines qu'elle l'a été auparavant, ou qu'elle le sera lorsqu'elle sera dominé par la maison Bruce ou la maison Stuart. Le royaume se situe entre deux autres royaumes bien établis, le Royaume d'Angleterre et la Norvège. Plusieurs rois écossais ont été amenés à prêter hommage au monarque anglais, et d'un autre côté les vikings contrôlent les Hébrides, le Caithness, l'Île de Man et les Orcades. Les rois de cette dynastie ont cherché à trouver une place stable entre leurs deux voisins, s'alliant parfois avec d'autres pays comme la France. Des guerres ont été menées contre ces deux royaumes, mais des alliances et traités ont également été signés avec eux.
- Plusieurs seigneurs normands et leurs institutions sont arrivés en Écosse, notamment après la conquête normande de l'Angleterre. C'est ainsi que le pays adopte un système féodal et le droit romain, et que les élites se francisent à la suite de l'immigration d'Anglais, Normands et Français.

La dynastie Dunkeld arrive au pouvoir à une période où le royaume est fragmenté et fait face à des menaces extérieures de plus en plus pressantes, et certains monarques mettent en place un gouvernement plus centralisé.
Les Dunkeld arrivent au pouvoir après deux siècles de troubles civiles sous la maison d'Alpin. Le premier roi de cette dynastie, Malcolm III d'Écosse, pense fermement que la succession au trône doit revenir au fils aîné du roi, défiant les règles traditionnelles de la tanistrie. Cette décision politique réduit les conflits à l'intérieur de la famille royale. Les Dunkeld consolident l'indépendance de l'Écosse, en dépit d'escarmouches fréquentes avec l'Angleterre. La dynastie prend fin lorsqu'Alexandre III d'Écosse meurt dans un accident de cheval. Le roi n'a pas de fils, seulement une petite-fille de trois ans, Marguerite, princesse de Norvège. Craignant l'influence que pouvait avoir son père Éric II de Norvège, et le début d'une nouvelle guerre civile sans fin, les nobles écossais font appel à Édouard Ier d'Angleterre. Marguerite est promise au fils de celui-ci, le futur Édouard II d'Angleterre, mais meurt peu de temps après. Sa disparition ouvre la crise de succession écossaise qui sera à l'origine de la première guerre d'indépendance écossaise contre l'Angleterre.

## Rois de la maison de Dunkeld
- 1034-1040 : Donnchad mac Crinain (Duncan Ier)
- 1058-1093 : Máel Coluim mac Donnchada (Malcolm III)
- 1093-1094 : Domnall mac Donnchada (Donald III)
- 1094 : Donnchad mac Maíl Coluim (Duncan II)
- 1094-1097 : Domnall mac Donnchada (Donald III)
- 1097-1107 : Étgar mac Maíl Choluim (Edgar)
- 1107-1124 : Alaxandair mac Maíl Coluim (Alexandre Ier)
- 1124-1153 : Dabíd mac Maíl Choluim (David Ier)
- 1153-1165 : Máel Coluim mac Eanric (Malcolm IV)
- 1165-1214 : Uilliam mac Eanric (Guillaume Ier)
- 1214-1249 : Alaxandair mac Uilliam (Alexandre II)
- 1249-1286 : Alaxandair mac Alaxandair (Alexandre III)
- 1286-1290 : Maighread (Marguerite)

À la mort d'Alexandre III, sa petite-fille Marguerite est reconnue comme son héritière légitime, comme il avait été convenu durant le règne d'Alexandre, mais elle n'est jamais réellement couronnée Reine des Écossais.

## Arbre généalogique
- Duncan Ier († 1040)
  - Malcolm III († 1093)
    - Duncan II († 1094)
    - Edmond († ap. 1097)
    - Edgar (v. 1074-1107)
    - Alexandre Ier (v. 1078-1124)
      - Malcolm (bâtard)

    - David Ier (1084-1153)
      - Henri de Huntingdon (1114-1152)
        - Malcolm IV (1141-1165)
        - Guillaume Ier (v. 1143-1214)
          - Alexandre II (1198-1249)
            - Alexandre III (1241-1286)
              - Alexandre (1264-1284)
              - David (1272-1281)
              - Marguerite ép. Éric II de Norvège
                - Marguerite (1283-1290)

          - Marguerite ép. Hubert de Burgh
          - Isabelle ép. Roger Bigot
          - Marjorie ép. Gilbert Marshal

        - David d'Huntingdon (1152-1219)
          - John le Scot (1206-1237)
          - Marguerite de Huntingdon, mère de Dervorguilla, mère elle-même de Jean Balliol, roi en 1292-1296
          - Isabelle de Huntingdon, femme de Robert Bruce et arrière-grand-mère du roi Robert Ier : d'où la suite des rois d'Ecosse à partir de 1306 (Bruce puis Stuarts)

        - Ada ép. Florent III de Hollande
          - Comtes de Hollande

        - Marguerite ép. Conan IV de Bretagne puis Humphrey III de Bohun
          - Ducs de Bretagne (1) / Comtes de Hereford (2)

    - Mathilde ép. Henri Ier d'Angleterre
      - Rois d'Angleterre

    - Marie ép. Eustache III de Boulogne
      - Comtes de Boulogne

  - Donald III († 1099)
    - Bethóc ép. Uchtred de Tyndale
      - Hextilda ép. Richard Comyn
        - Famille Comyn

  - Máel Muire d'Atholl (?)
    - Mormaers d'Atholl